# Ultra Twister Megaton
Ultra Twister Megaton (jap. ウルトラツイスターメガトン) in Greenland (Arao, Kumamoto, Japan) ist ein stählerner Pipeline Coaster vom Modell Ultratwister des Herstellers Togo, die am 19. März 1994 eröffnet wurde. Seit 2020 ist die Bahn außer Betrieb.
Die 360 m lange Strecke erreicht eine Höhe von 30 m und ist mit drei Heartline-Rolls als Inversionen ausgestattet. Während der 1:37 Minuten langen Fahrt erreichen die Wagen eine Höchstgeschwindigkeit von 70 km/h und überwinden ein Gefälle von 85°.

## Wagen
Die einzelnen Wagen bieten Platz für sechs Personen (drei Reihen à zwei Personen).